# ゲルハルト・ロルフス (言語学者)
ゲルハルト・ロルフス（Gerhard Rohlfs、1892年7月14日 - 1986年9月12日）は、ドイツの言語学者、ロマンス語学者、エバーハルト・カール大学テュービンゲンやルートヴィヒ・マクシミリアン大学ミュンヘンの教員。ベルリンに生まれ、テュービンゲンで没した。

## 生涯
ロルフスは1913年以降、フンボルト大学ベルリンやグルノーブル大学でロマンス語学を学んだ。第一次世界大戦では、西部戦線に従軍した。ハインリッヒ・モーフ (Heinrich Morf) の下で博士論文を書き、1920年にDr. philの学位を取得した。この際、国家試験 (Staatsexamen) には、フランス語、ラテン語、イタリア語で合格した。調査研究のため、イタリア南部カラブリア州に6か月滞在した後、1922年にエドゥアルト・ヴェヒスラー (Eduard Wechssler) の下でハビリタシオン（大学教授資格論文：Habilitation）として「Das romanische habeo-Futurum und Konditionalis（ロマンス語における habeo 未来形と条件法）」を書き、フリードリッヒ・ヴィルヘルム大学ベルリンの私講師となった。 
1926年、ロルフスは、テュービンゲンで講座教授となり、1938年には名誉教授に退いたカール・フォスラー (Karl Vossler) の後任者として、ルートヴィヒ・マクシミリアン大学ミュンヘンのロマンス語学講座教授に転じた。1942年、ロルフスは、ドイツ学士院 (Deutschen Akademie) にロマンス語学の作業委員会を設け、それを主導した。この委員会には、フリードリッヒ・シュール (Friedrich Schürr)、フリッツ・クリューガー (Fritz Krüger)、フリッツ・ノイバート (Fritz Neubert)、ヴァルター・メンヒ (Walter Mönch) らが参加した。大学教員であった間、ロルフスは多数の論文を指導したが、その教えを受けた中には、クルト・ヴァイス (Kurt Wais)、ハインリッヒ・ラウスベルク (Heinrich Lausberg)、ルドルフ・ベール (Rudolf Baehr) らがいた。1957年に名誉教授 (Emeritierung) となって以降は、再び テュービンゲンに戻り、そこでも学術称号としての名誉教授 (Honorarprofessor) となった。
ロルフスの研究上の関心は、最初から南イタリアのギリシア語の研究に寄せられており、彼はこの言語が、後代の移民の結果ではなく、ビザンティン時代に遡るマグナ・グラエキアに遡る系譜にあるものだと考えていた。カラブリアやソレントにおけるイタリア＝ギリシア語方言についての研究に加え、ロルフスはイタリア語やその諸方言の歴史的文法についても研究した。そのほか、スペイン語や古フランス語、レト・ロマンス語群についても研究していた。南イタリアの方言の語彙や、カラブリアにおける固有名詞を取り上げた辞書類などは、それぞれの分野における基礎的資料となった。言語学的な現地調査の一部として、ロルフスは、言語地理学や方言学において画期的な研究を発表し、他方では言語地図帳や入門書を、研究分野に持ち込んだ。
ロルフスは、新言語・文学研究アーカイヴ（Archivs für das Studium der neueren Sprachen und Literaturen）の会員であり（1930年 – 1954年）、ロマンス語の教材集『Sammlung romanischer Übungstexte』（1930年 – 1954年）の編集者であった。

## 受賞
ピサ大学は、1964年にロルフスへ「Premio Forte dei Marmi」を授与した。2008年12月18日、クロトーネのサンタ・セヴェリーナに、ロルフスの名を冠した中等教育学校が設けられた。ロルフスの学生や友人たちは、7冊の記念出版物を刊行した（1952年 – 1986年）。

### 名誉学位
- アテネ大学 (1937)
- パレルモ大学 (Università degli Studi di Palermo)
- トリノ大学
- サレント大学 (Università del Salento)
- カラブリア大学 (Università della Calabria)

### 会員
- バイエルン学士院 (Bayerische Akademie der Wissenschaften)
- スウェーデン王立科学アカデミー
- アテネ学士院 (Academy of Athens)
- クルスカ学会（フィレンツェ）
- アッカデーミア・デイ・リンチェイ（ローマ、1972年）
- 名誉会員：Istituto Siciliano di Studi Bizantini e Neoellenici（パレルモ）

## 紙碑
- ルドルフ・ベール (Rudolf Baehr): Italienische Studien 10, 1987.
- ヘインリッヒ・ビーラー (Heinrich Bihler): Iberoromania 25, 1987, S. 120–124.
- ハンス・ヘルムート・クリストマン (de:Hans Helmut Christmann): Zeitschrift für romanische Philologie 103, 1987, S. 698–712.
- クラウス・ハイトマン (Klaus Heitmann: Archiv 223, 1986, S. 241–244.
- ヘルムート・シュティム (Helmut Stimm): Revue de linguistique romane 51, 1987, S. 308–315.

## 主な著書
- Romanische Sprachgeographie: Geschichte und Grundlagen, Aspekte und Probleme mit dem Versuch eines Sprachatlas der romanischen Sprachen. C. H. Beck, München 1971.
- Historische Grammatik der italienischen Sprache und ihrer Mundarten, 3 Bände, Francke, Bern 1949–1954; Neubearb. unter dem Titel Grammatica storica della lingua italiana e dei suoi dialetti, 3 Bde., Einaudi, Turin 1966–1969 und mehrere Nachdrucke.
- Rätoromanisch. Die Sonderstellung des Rätoromanischen zwischen Italienisch und Französisch; eine kulturgeschichtliche und linguistische Einführung. C. H. Beck, München 1975, ISBN 3-406-05730-6.
- Sermo vulgaris Latinus. Vulgärlateinisches Lesebuch. Niemeyer, Tübingen 1951 (Sammlung kurzer Lehrbücher der romanischen Sprachen und Literaturen; Band 13).
- Lexicon graecanicum Italiae inferioris. 2., erw. u. völlig neubearb. Aufl. Niemeyer, Tübingen 1964 (1. Aufl. u.d.T.: Etymologisches Wörterbuch der unteritalienischen Gräzität).
- Nuovo dizionario dialettale della Calabria. Con repertorio italo-calabro. Nuova ed. interamente rielab., ampl. ed aggiornata, 3. rist. Longo Ravenna 1982.
- Soprannomi siciliani. Palermo 1984 (Centro di Studi Filologici e Linguistici Siciliani. Lessici siciliani; Band 2).
- Gerhard Rohlfs – La Calabria contadina – Scavo linguistico e fotografie del primo Novecento, a cura di/Hrsg. Antonio Panzarella, Edizioni Scientifiche Calabresi, Rende 2006, ISBN 88-89464-10-0 (Bildband mit Fotos, die Rohlfs aufgenommenen und sprachwissenschaftlich kommentiert hat).
- Primitive Kuppelbauten in Europa. BAdW. Beck'sche Verlagsbuchhandlung München 1957 (it. Ausg. Primitive costruzioni a cupola in Europa, Firenze 1963)

### 日本語訳のある論文
- ゲルハルト ロルフス、藤村昌昭・訳「イタリアにおける姓名の起源」『イタリア学会誌』第26巻、イタリア学会、1978年3月20日、116-127頁。 NAID 110002959155
  - Rohlfs, Gerhard (1972). “Origine e fonti dei cognomi in Italia”. Studi e ricerche su lingua e dialetti d'Italia. Firenze. pp. 109-121
- ゲルハルト ロルフス、秋山余思・訳「二つのカラブリア : ギリシヤ的カラブリアとラテン的カラブリア」『イタリア学会誌』第25巻、イタリア学会、1977年3月20日、144-155頁。 NAID 110002959146
  - Rohlfs, Gerhard (1962). “Le duc Calabrie (Calabria greca e Calabria latina)”. Almanacco calabrese (Roma).
  - Rohlfs, Gerhard (1972). “Le duc Calabrie (Calabria greca e Calabria latina)”. Studi e ricerche su lingua e dialetti d'Italia. Firenze. pp. 246-259